# Vlag van Swichum

Vlag van Swichum

De vlag van Swichum is de dorpsvlag van het Nederlandse dorp Swichum, in de Friese gemeente Leeuwarden. De vlag werd in 1994 geregistreerd.

## Beschrijving
De beschrijving van de vlag is als volgt:
Volgens de broekdiagonaal golvend aaneengesloten, de broeking geel, de vluchttop blauw, waar de deellijn als een geel klaverdrieblad volgens de vluchtdiagonaal bij uitstulpt over het hele blauwe vlak.
De kleuren zijn afkomstig van het dorpswapen.

## Symboliek
- Klaverdrieblad: staat voor het grasland rond het dorp.[2]

Schuindeling: tegengesteld aan de vlag van Wirdum, het dorp waar Swichum een tweelingdorp mee vormt.